# Eduard Justi
Eduard Wilhelm Leonhard Justi (* 30. Mai 1904 in Hongkong; † 16. Dezember 1986 in Braunschweig) war ein deutscher Physiker und Hochschullehrer. Von 1946 bis 1974 leitete er das Institut für Angewandte Physik an der Technischen Universität Braunschweig. Er gilt als Pionier der Brennstoffzellen- und Solar-Technik.

## Leben und Werk
Der Sohn des Arztes Karl Justi stammte aus einer Gelehrtenfamilie. Sein Onkel war Ludwig Justi, Generaldirektor der Berliner Museen, sein Großvater war der Orientalist Ferdinand Justi. Er besuchte das Gymnasium in Halle (Saale) und Marburg. Es folgte ein Studium der Physik, Chemie, Mathematik und Geologie an den Universitäten Marburg, Kiel und Berlin. Seine akademischen Lehrer waren u. a. Albert Einstein, Max von Laue, Max Planck und Erwin Schrödinger. Der Promotion in Marburg im Jahre 1929 folgte bis 1942 eine Tätigkeit an der Physikalisch-Technischen Reichsanstalt in Berlin, wo er ab 1939 das Kältelaboratorium leitete. Justi habilitierte sich 1935 bei Max von Laue für experimentelle, theoretische und angewandte Physik. 

### Akademische Laufbahn
An der Universität Berlin lehrte er ab 1939 als Dozent und seit 1942 als außerplanmäßiger Professor. Im Jahre 1944 wurde er gegen seine Absichten an die Reichsuniversität Posen versetzt, wo er Ordinarius für angewandte Physik war. Justi wechselte 1946 als Professor für technische Physik an die Technische Hochschule Braunschweig. Dort gründete er das Institut für Angewandte Physik, welches er bis 1974 als Institutsdirektor leitete. In den Jahren 1954/1955 war er Rektor der TH Braunschweig, trat jedoch aus Protest gegen den designierten rechtsextremen niedersächsischen Kultusminister Leonhard Schlüter zurück. Justi trat 1946 der Braunschweigischen Wissenschaftlichen Gesellschaft bei, deren Präsident er 1952 und 1953 war. Von 1953 bis 1958 war Justi Präsident der Akademie der Wissenschaften und der Literatur in Mainz. Durch Justis Initiative wurde 1972 die damals einzigartige Hochmagnetfeld-Anlage an der TU Braunschweig eingerichtet.

### Pionierarbeiten zur Brennstoffzelle
Im Jahre 1950 entwickelte Justi einen Motor mit Wasserstoffantrieb. Die Ursprünge der dabei zum Einsatz kommenden Brennstoffzelle gehen auf Arbeiten Christian Friedrich Schönbeins aus dem Jahr 1838 zurück. Weiterhin führte Justi Untersuchungen zum Leitungsmechanismus in Metallen und Halbleitern, über thermoelektrische Phänomene sowie zu Peltier-Elementen und Solarzellen durch.

## Werke (Auswahl)
Justi veröffentlichte über 100 wissenschaftliche Arbeiten und meldete annähernd 300 Patente an.
- Über die kalorimetrische Absolutmessung des elektrolytischen Leitvermögens für hochfrequenten Wechselstrom (Dissertation), Leipzig 1929
- Spezifische Wärme, Enthalpie, Entropie und Dissoziation technischer Gase, Berlin 1938
- Eduard W. Justi: Leitfähigkeit und Leitungsmechanismus fester Stoffe. Vandenhoeck & Ruprecht, Göttingen 1948, OCLC 2226224.
- Eduard W. Justi, Kurt Bischoff, Herbert Spengler: Stand und Aussichten der reversiblen Erzeugung elektrischer Energie aus festen Brennstoffen in Brennstoffelementen mit festen Elektrolyten. Mainz, Wiesbaden 1956, OCLC 69096009.
- Eduard W. Justi, Manfred Pilkuhn, Wolfgang Scheibe, August Winsel: Hochbelastbare Wasserstoff-Diffusions-Elektroden für Betrieb bei Umgebungstemperatur und Niederdruck. Verlag der Akademie der Wissenschaften und der Literatur, F. Steiner, Mainz, Wiesbaden 1960, OCLC 16473756.
- Eduard W. Justi, August W. Wissel: Kalte Verbrennung. Franz Steiner, Wiesbaden 1962, ISBN 3-515-00095-X.
- John O'M Bockris, Eduard W. Justi: Wasserstoff, die Energie für alle Zeiten : Konzept einer Sonnen-Wasserstoff-Wirtschaft. U. Pfriemer, München 1980, ISBN 3-7906-0092-X.